# Chiesa del Carminiello ai Mannesi
La chiesa del Carminiello ai Mannesi era una chiesa di Napoli, distrutta durante la Seconda Guerra Mondiale.
L'area su cui sorgeva la chiesa, caratterizzata dalla presenza di resti archeologici di epoca romana, è oggi di proprietà del Ministero per i beni e le attività culturali che la gestisce tramite la Soprintendenza Archeologia, Belle Arti e Paesaggio per il Comune di Napoli.

## Storia

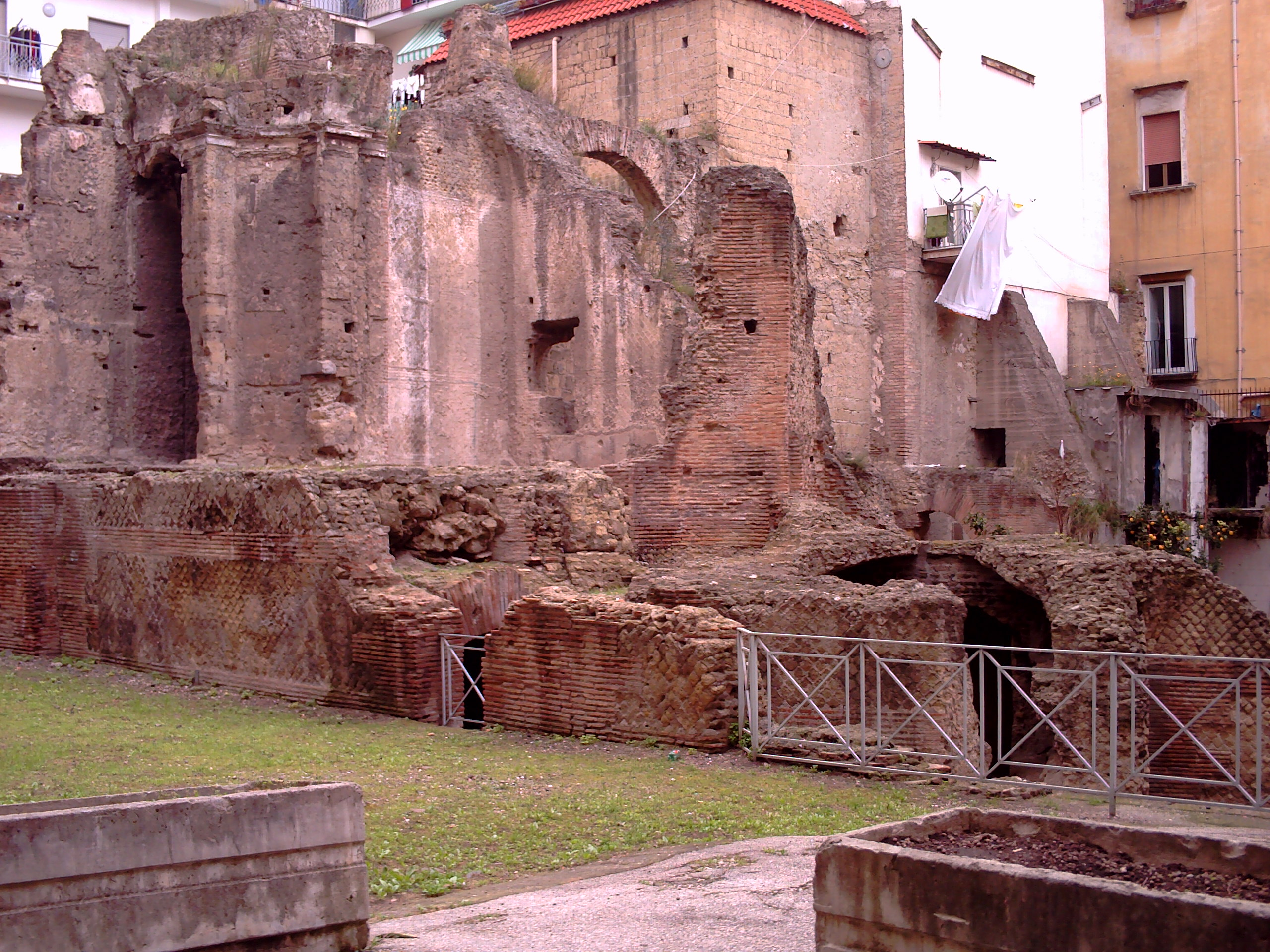
Alcune strutture

Una prima chiesa venne eretta in un periodo imprecisato dell'Alto Medioevo la quale venne inglobata nella chiesa di Santa Maria del Carmine ai Mannesi nel corso del XVI secolo. Mentre il diminutivo Carminiello fu usato per le dimensioni modeste della chiesa, il toponimo "Mannesi" si riferisce invece a tutta l'area, nella quale lavoravano soprattutto costruttori e riparatori di carri.
Il tempio venne raso al suolo durante un'incursione aerea del 1943; dalle macerie si è scoperto che i muri ed il fondo della chiesa nascondevano i resti di un grosso edificio di epoca romana, dell'estensione di un'intera insula compresa tra il Decumano maggiore e il Decumano minore. 
Il vasto ritrovamento archeologico ha preso il nome di Complesso di Carminiello ai Mannesi.

### L'edificio romano
L'edificio romano (che ha inglobato nelle sue fondazioni i resti di una domus tardo-repubblicana preesistente) è stato edificato alla fine del I secolo d.C. ed è articolato su due piani, presentando delle volte a crociera ed archi in laterizio, mentre vi sono delle specchiature in opera reticolata di tufo giallo. Il piano inferiore era destinato ad ambienti di servizio che sono disposti intorno ad una grande stanza rettangolare affrescata, mentre un piccolo impianto termale è riconoscibile verso sud. Al livello superiore invece si riconoscono una grande vasca rettangolare ricoperta da cocciopesto ed una piccola vasca con fontana centrale a gradini, rivestita di marmo bianco.
Nel corso dell'epoca imperiale il complesso subì delle ristrutturazioni, la più importante delle quali è l'installazione di un Mitreo in due ambienti del piano inferiore: questo è riconoscibile dai resti di un rilievo in stucco visibile sulla parete di fondo, dove è rappresentato il dio Mitra nell'atto di uccidere il toro. Verso occidente, poi, vennero innalzati dei pilastri rettangolari in blocchi di tufo e laterizi, forse per creare un porticato esterno.
La vita dell'edificio non si è protratta oltre la fine del IV secolo. Infatti a partire dal V e fino al VII secolo esso è servito da discarica e come ricettacolo per rifiuti urbani. Questi strati, distinti e scavati con estrema accuratezza, hanno permesso di recuperare numeroso materiale archeologico (soprattutto ceramiche, ossa, vetri, monete, ecc.), grazie al quale non solo è stato possibile riconoscere per quell'epoca il progressivo declino degli allevamenti di animali domestici e dunque dell'alimentazione, ma anche di ricostruire i flussi commerciali della Napoli alto-medievale. Più precisamente è stato riconosciuto che fino alla metà del VI secolo Napoli importava derrate alimentari (soprattutto olio e vino) dalla Tunisia, Asia Minore, Siria e Levantino; e poi ceramica da mensa (la cd. sigillata chiara D) dalla Tunisia e dall'Asia Minore. Gli strati di VII secolo hanno invece testimoniato della ripresa di una produzione di vino campano, e dell'esistenza di una officina vitraria in zona.
Dopo il VII secolo, forse anche a seguito della costruzione della prima chiesa, alcuni ambienti dell'edificio romano furono riutilizzati per scopi imprecisati (abitazione, depositi, o scantinati), e dunque aperti alcuni varchi nei muri antichi. La vasca marmorea con fontana centrale situata al piano superiore, divenne sepolcro per un gruppo di infanti la cui età oscillava fra i quattro mesi ed i quattro anni circa; essi furono ricoperti da terreno contenente ceramica invetriata di XIII secolo.